# Zavjetne slike u Meksiku
Zavjetne slike u Meksiku (špa. "ex voto", "retablo" ili "lamina") su slike vjerske tematike, kojima se zahvaljuje za uslišanu molitvu ili čudo.
Imaju dugu tradiciju. Tradicija potječe od španjolskih doseljenika u Meksiko, s utjecajem srednjoameričke i europske kulture. Prve zavjetne slike u Meksiku, potječu iz kolonijalnog vremena, nakon što su Meksikanci preuzeli dio španjolskih kršćanskih tradicija. 
Kao i u Europi, zavjetne slike počele su kao statične slike svetaca i drugih vjerskih osoba, koje su potom donirane u crkvu. Kasnije, su postale i narativne slike, koje pričaju osobnu priču o čudu ili o dobivenom uslišanju. Prvotno su ih dali izrađivati bogataši, često na platnu, a kasnije su se izrađivale i na limu, što je bilo pristupačno i dostupno i nižim klasama. Danas se izrađuju od bilo kojega dostupnoga materijala.

## Galerija
- Zid sa zavjetnim slikama u Chalmi
- Zavjetna slika
- Slika sa zahvalom za ozdravljenje sina od plućne bolesti
- Zahvala Gospi od San Juan de los Lagos